# Ołeksij Honczaruk
Ołeksij Wałerijowycz Honczaruk, ukr. Олексій Валерійович Гончарук (ur. 7 lipca 1984 w Żmerynce) – ukraiński polityk i prawnik, w 2019 zastępca kierownika Biura Prezydenta Ukrainy, w latach 2019–2020 premier Ukrainy.

## Życiorys
Absolwent prawa na Międzyregionalnej Akademii Zarządzania Personelem w Kijowie, a także Narodowej Akademii Administracji Publicznej przy Prezydencie Ukrainy. Kształcił się także w Aspen Institute w Kijowie. Pracował jako prawnik w różnych przedsiębiorstwach, w 2008 został współzałożycielem i partnerem zarządzającym firmy prawniczej Constructive Lawyers, specjalizującej się w inwestycjach na rynku nieruchomości. W 2015 objął funkcję dyrektora instytucji Ofis efektywnoho rehuluwannia (BRDO), finansowanego przez Unię Europejską niezależnego think tanku działającego na rzecz wprowadzania lepszych rozwiązań legislacyjnych na Ukrainie. Był również doradcą wicepremiera Stepana Kubiwa. W wyborach parlamentarnych w 2014 otwierał listę partii Syła Ludej, która otrzymała 0,1% głosów.
W maju 2019 mianowany przez nowego prezydenta Wołodymyra Zełenskiego zastępcą szefa Administracji Prezydenta Ukrainy. W czerwcu tegoż roku, po zmianach organizacyjnych, został zastępcą kierownika Biura Prezydenta Ukrainy. Pod koniec sierpnia 2019 ukraińskie media wskazały go jako wytypowanego przez prezydenta kandydata na nowego premiera. 29 sierpnia 2019 parlament zatwierdził go na stanowisku premiera.
17 stycznia 2020 oddał się do dyspozycji prezydenta. Stało się to po ujawnieniu przez media nagrania, na którym osoba o głosie podobnym do premiera krytykowała wiedzę prezydenta na tematy ekonomiczne. Jeszcze tego samego dnia prezydent odmówił zaaprobowania jego dymisji. Kilka tygodni później Ołeksij Honczaruk formalnie złożył rezygnację. Zakończył urzędowanie 4 marca 2020, gdy Rada Najwyższa odwołała go ze stanowiska premiera.